# Artoria taeniata
Espèce
Artoria taeniata est une espèce d'araignées aranéomorphes de la famille des Lycosidae.

## Distribution
Cette espèce est endémique d'Australie-Occidentale. Elle se rencontre sans le Sud-Ouest de l’État.

## Description
Le mâle holotype mesure 3,72 mm et la femelle paratype 4,69 mm, les mâles mesurent de 3,55 à 4,42 mm et les femelles de 3,91 à 4,73 mm.

## Systématique et taxinomie
Cette espèce a été décrite par do Prado, Baptista et Framenau en 2024.

## Publication originale
- do Prado, Baptista & Framenau, 2024 : « Taxonomy of the wolf spider genus Artoria in Western Australia (Araneae, Lycosidae, Artoriinae). » Zootaxa, no 5547(1), p. 1-81.